# Równanie soczewki
Równanie soczewki (zwierciadła) – równanie określające zależność pomiędzy odległością przedmiotu od soczewki a odległością jego obrazu otrzymanego w tej soczewce
{\displaystyle {\frac {1}{f}}={\frac {1}{x}}+{\frac {1}{y}},}
gdzie:
{\displaystyle x} – odległość przedmiotu od soczewki,
{\displaystyle y} – odległość obrazu od soczewki,
{\displaystyle f} – ogniskowa soczewki.

## Wyprowadzenie

### Równanie zwierciadła

Oznaczmy położenie przedmiotu jako {\displaystyle O,} położenie obrazu jako {\displaystyle I,} środek krzywizny zwierciadła jako {\displaystyle C,} środek zwierciadła jako {\displaystyle V} oraz obierzmy na zwierciadle dowolny punkt {\displaystyle P.} Kąty pomiędzy nimi oznaczmy jak na rysunku.
Zgodnie z prawem odbicia zachodzi równość
{\displaystyle \alpha =\alpha '.}
Z sumy miar kątów w trójkącie dostajemy następujące równości:
{\displaystyle \beta +\alpha =\gamma ,}
{\displaystyle \beta +2\alpha =\delta ,}
z czego wynika, że
{\displaystyle \beta +\delta =\gamma -\alpha +\beta +2\alpha =\gamma +\beta +\alpha =2\gamma .}
Używając przybliżeń małych kątów dla promieni przyosiowych, możemy zapisać, że:
{\displaystyle \beta ={\frac {PV}{OV}},}
{\displaystyle \gamma ={\frac {PV}{CV}},}
{\displaystyle \delta ={\frac {PV}{IV}}.}
Podstawiając to do poprzedniego równania, dostajemy:
{\displaystyle {\frac {PV}{OV}}+{\frac {PV}{IV}}=2{\frac {PV}{CV}}.}
Podstawiając wartości {\displaystyle OV=x,} {\displaystyle IV=y,} {\displaystyle CV=R} oraz skracając przez {\displaystyle PV,} otrzymujemy
{\displaystyle {\frac {1}{x}}+{\frac {1}{y}}={\frac {2}{R}}.}
Promienie równoległe do osi skupiają się w ognisku zwierciadła, zatem podstawiając {\displaystyle x\to \infty } i {\displaystyle y\to f,} dostajemy
{\displaystyle {\frac {1}{\infty }}+{\frac {1}{f}}={\frac {2}{R}},}
zatem
{\displaystyle {\frac {1}{x}}+{\frac {1}{y}}={\frac {2}{R}}={\frac {1}{f}}}.

### Równanie soczewki
Oznaczmy położenie przedmiotu jako {\displaystyle O} oraz położenie obrazu jako {\displaystyle I.}
Fala rozchodząca się z punktu {\displaystyle O} rozchodzi się kuliście. Na rysunku zaznaczono fragment łuku będący czołem fali wychodzącej z {\displaystyle O} tuż przed i tuż po wejściu do soczewki. Po przejściu przez soczewkę, czoło fali również formuje sferę, aby w równym czasie dojść do punktu {\displaystyle I.}
Wiemy zatem, że wszystkie promienie muszą dotrzeć w tym samym czasie do obrazu. W szczególności, promień {\displaystyle OWW'I} musi pokonać swoją drogę w tym samym czasie co {\displaystyle OLL'I.} Skoro {\displaystyle OW=OL} i {\displaystyle W'I=L'I,} dostajemy równanie
{\displaystyle WW'=nLL'=nd,}
gdzie {\displaystyle n} to względny współczynnik załamania na granicy soczewka–ośrodek, a {\displaystyle d} to grubość soczewki.
Odcinek {\displaystyle WW'} jest równy {\displaystyle AL+d+L'A'.} Możemy użyć podstawień {\displaystyle AL={\frac {k}{x}}} i {\displaystyle L'A'={\frac {k}{y}},} gdzie {\displaystyle x,y} to odległość przedmiotu od soczewki i obrazu od soczewki, a {\displaystyle k} to pewna stała. Podstawiając to do poprzedniego równania, otrzymujemy
{\displaystyle {\frac {k}{x}}+{\frac {k}{y}}+d=nd.}
Korzystając z faktu, że zarówno {\displaystyle k,} {\displaystyle n} i {\displaystyle d} są stałe i niezależne od zmiennych {\displaystyle x} i {\displaystyle y,} możemy dokonać ciągu uproszczeń:
{\displaystyle {\frac {k}{x}}+{\frac {k}{y}}+d=\mathrm {const} ,}
{\displaystyle {\frac {k}{x}}+{\frac {k}{y}}=\mathrm {const} ,}
{\displaystyle {\frac {1}{x}}+{\frac {1}{y}}=\mathrm {const} .}
Wiedząc o stałości powyższego wyrażenia, możemy zapisać równanie
{\displaystyle {\frac {1}{x}}+{\frac {1}{y}}={\frac {1}{x_{1}}}+{\frac {1}{y_{1}}}.}
Promienie równoległe do osi skupiają się w ognisku soczewki, zatem podstawiając {\displaystyle x_{1}\to \infty } i {\displaystyle y_{1}\to f,} dostajemy
{\displaystyle {\frac {1}{x}}+{\frac {1}{y}}={\frac {1}{f}}.}
Jest to jedno z wielu możliwych wyprowadzeń tego wzoru.

## Wnioski wynikające z równania soczewki
Ze wzoru można odczytać, że gdy {\displaystyle x\to \infty ,} czyli padające promienie stają się równoległe do osi optycznej, wówczas {\displaystyle y\to f.} Oznacza to, że promienie po przejściu przez soczewkę skupiają się w odległości {\displaystyle f} od soczewki, czyli w ognisku. Równanie jest symetryczne ze względu na zamianę {\displaystyle x} z {\displaystyle y.} Oznacza to, że można odwrócić bieg promieni i będą poruszały się one po tym samym torze. Jeżeli zatem źródło światła umieszczone zostanie w ognisku, po przejściu przez soczewkę promienie będą równoległe do osi optycznej.
Z równania wywnioskować można również, że w przypadku gdy {\displaystyle x<f,} {\displaystyle y} staje się ujemne, co oznacza, że obraz powstaje po tej samej stronie soczewki, po której znajduje się przedmiot (jest to obraz pozorny). Podobnie, gdy ogniskowa {\displaystyle f<0} (w soczewkach rozpraszających), również {\displaystyle y<0}.

## Zastosowanie
Wzór ten jest tylko pewnym przybliżeniem. Jest on dobrze spełniony dla promieni przyosiowych i w przypadku, gdy soczewka jest cienka w porównaniu z odległościami występującymi we wzorze.
Zazwyczaj używa go się do wyznaczania położenia obrazu, gdy znane jest położenie przedmiotu i soczewki. Obowiązuje on również w przypadku zwierciadeł, z tym że odwrotnie niż dla soczewek, {\displaystyle y} jest dodatnie, gdy obraz powstaje przed zwierciadłem (obraz rzeczywisty) i ujemne, gdy powstaje za zwierciadłem (obraz pozorny). Dla zwierciadła płaskiego {\displaystyle f\to \infty } i z równania soczewki wynika, że {\displaystyle y=-x}.

## Postać Newtona równania soczewki
Równanie soczewki można również zapisać w postaci Newtona
{\displaystyle x_{o}x_{i}=f^{2},}
gdzie:
{\displaystyle x_{o}} – odległość przedmiotu od ogniska,
{\displaystyle x_{i}} – odległość obrazu od ogniska.